# Danny Garcia
Danny Garcia (Dallas, 14 oktober 1993) is een Amerikaans voetballer die bij voorkeur als middenvelder speelt. Hij debuteerde in 2013 in het betaald voetbal in het shirt van FC Dallas.

## Clubcarrière
Garcia tekende op 18 juni 2013 een 'homegrown' contract bij FC Dallas. Daarmee werd hij de elfde homegrown speler, een speler die in de jeugdopleiding bij de club heeft gespeeld en daarna een contract bij het eerste team tekent, van FC Dallas. Zijn debuut maakte hij op 4 mei 2014 tegen New York Red Bulls. 
2 Munjoma ·
3 Martínez ·
4 Bressan ·
5 Quignón ·
6 Cerrillo ·
7 Obrien ·
8 Acosta ·
9 Ferreira ·
10 Ricaurte ·
11 Schön ·
12 Hollingshead ·
14 Burgess ·
16 Pepi ·
17 Vargas ·
18 Servania ·
19 Pomykal ·
20 Maurer ·
21 ElMedkhar ·
22 Twumasi ·
24 Hedges ·
25 Smith ·
26 Nelson ·
28 Redžić ·
29 Jara ·
30 Zobeck ·
31 Sealy ·
32 Che ·
80 Hernandez ·
99 Megiolaro ·
Coach: Gonzalez
· Assistent-coach: Luccin